# Solène Rigot
Solène Rigot (París, 1992) es una actriz y música francesa, reconocida principalmente por interpretar el papel principal en la película belga Puppy Love y por su participación en la cinta francesa 17 Girls.

## Carrera
Rigot creció en el suburbio de París Rosny-sous-Bois. En una entrevista con la revista francesa Les Inrockuptibles, la actriz afirmó que tomó lecciones de música desde su niñez y luego audicionó para su primera película, La Permission de minuit.
Su primer papel importante en el cine se presentó en la película francesa 17 Girls. Su actuación en la película Les Révoltés (2014) fue aclamada por la crítica especializada. Protagonizó el vídeo musical de la canción "Up All Night" del músico estadounidense Beck.